# Consuelo Leandro
Consuelo Leandro, nome artístico de Maria Consuelo da Costa Ortiz Nogueira (Lorena, 27 de maio de 1932 – São Paulo, 5 de julho de 1999), foi uma atriz e comediante brasileira.

## Biografia
Na década de 1950 ela deixou a casa dos pais no interior de São Paulo para ingressar na carreira de atriz, na cidade do Rio de Janeiro. Entrou para a escola de dança do Teatro Municipal do Rio de Janeiro e seu primeiro papel nos palcos veio no Teatro do Estudante. Cinco anos depois perde seu pai assassinado, tendo sofrido muito nesse período. Aos 17 anos inicia sua carreira artística como vedete. Sua família era contra seu sonho de se tornar atriz, especialmente seu avô que a expulsou de casa, por conta disso, decide adicionar o nome "Leandro", de seu avô, ao seu para afrontá-lo.
Consuelo Leandro se viu com duas opções para iniciar uma carreira profissional: o teatro de revista ou a comédia. Ela optou pela primeira e, em 1953, estreou, com a Companhia Zico Ribeiro, a peça “Carrossel de Mulheres”, em Copacabana. A profissão de artista era bastante mal vista pela sociedade da época e, como muitas artistas femininas, teve de usar uma carteira de censura semelhante as das prostitutas e era proibida de se hospedar em hotéis durante apresentações artísticas.
Depois da estreia no teatro, Consuelo partiu para o rádio e sua voz ficou famosa no Brasil todo por meio da Rádio Nacional, onde ela fazia radioteatro e o humorístico “Balança Mas Não Cai”, mais tarde adaptado para televisão.

## Carreira
Seu primeiro filme foi "Três Recrutas", de Eurípedes Ramos. Ao todo fez 19 filmes, foi dirigida por grandes nomes do cinema nacional nas décadas de 1950 e 1960 e atuou ao lado de grandes humoristas como Walter D'Ávila, Zé Trindade e Grande Otelo, mas sua participação mais comentada veio no final da década de 1970 quando fez "Bem dotado, o homem de Itu" de José Miziara ao lado de Nuno Leal Maia e grande elenco. Seu último trabalho no cinema foi no filme Escorpião Escarlate de 1990.
Conhecida pelo seu jeito debochado, pelas caretas e risadas altas, Consuelo se destacou na TV em humorísticos como Noites Cariocas, Praça da Alegria, A Praça é Nossa, onde fazia a Cremilda, a esnobe mulher do marido Oscar, A Escolinha do Golias, e Veja o Gordo, no SBT. Os últimos trabalhos de Consuelo foram na "A Praça é Nossa" interpretando as personagem Francis Layde e a repórter Lola.
Participou de duas telenovelas, na TV Globo, Cambalacho (1986), Sílvio de Abreu, no qual viveu a inesquecível Lili Bolero uma cantora que nunca alcançou o sucesso que tanto almejava e colocava a culpa disso na cantora Angela Maria que, supostamente, a teria sabotado. Essa foi a única novela da Globo em que trabalhou.
A segunda foi Brasileiras e Brasileiros, transmitida pelo SBT entre 1990 e 1991, no qual interpretava a personagem "Tia Ju".

## Vida Pessoal
Ela foi casada duas vezes: a primeira com o também comediante Agildo Ribeiro e a segunda com Stephan Gardemann.
Apesar de ter feito tratamento para engravidar, não conseguiu ter filhos. Sobre o assunto declarou que achava que Deus havia lhe preparado para outras coisas, como cuidar de suas duas sobrinhas.
Em 1987, Consuelo, que já sofria de insuficiência coronária, foi submetida a uma cirurgia de emergência para a implantação de três pontes de safena no coração.

## Morte
Consuelo Leandro morreu vítima de câncer de bexiga em 5 de julho de 1999, pouco depois de completar 67 anos.
Está sepultada no Cemitério do Morumbi, em São Paulo. No mesmo ano morreram mais dois grandes humoristas, Rony Cócegas e Maria Teresa Fróes, todos os três com menos de dois meses de diferença.

## Filmografia

### Cinema
| Ano  | Título                                         | Personagem         |
| ---- | ---------------------------------------------- | ------------------ |
| 1953 | Três Recrutas                                  | Empregada          |
| 1954 | Carnaval em Caxias                             | Filha do Prefeito  |
| 1954 | O Petróleo é Nosso                             | Chica Bagunça      |
| 1955 | Angu de Caroço                                 | Jovem              |
| 1956 | Tira a Mão Daí!                                | Mocinha            |
| 1957 | Espírito de Porco                              | Maria              |
| 1958 | Com a Mão na Massa                             | Benedita           |
| 1958 | No Mundo da Lua                                | Carolina           |
| 1959 | Mulheres à Vista                               | Boca de Caçapa     |
| 1960 | Sai Dessa, Recruta                             | Emengarda          |
| 1960 | Pistoleiro Bossa Nova                          | Pequenina          |
| 1970 | A Arte de Amar Bem                             | Cremilda           |
| 1971 | Lua-de-Mel e Amendoim                          | Assunta            |
| 1979 | Gugu, O Bom de Cama                            | Mãe de Gugu        |
| 1979 | O Bem Dotado, o Homem de Itu                   | Nair               |
| 1981 | Como Faturar a Mulher do Próximo               | Elza               |
| 1982 | Ousadia                                        | Senhora            |
| 1983 | O Menino Arco-Íris                             | Primeira Lavadeira |
| 1985 | Os Bons Tempos Voltaram: Vamos Gozar Outra Vez | Nena               |
| 1990 | O Escorpião Escarlate                          | Mãe                |

### Televisão
| Ano               | Título                    | Personagem         | Notas          |
| ----------------- | ------------------------- | ------------------ | -------------- |
| 1961              | Praça da Alegria          | Cremilda           |                |
| 1977-1978         | Praça da Alegria          | Cremilda           | Tv Globo       |
| 1965              | Ceará contra 007          | Lamparina          | Record TV      |
| 1968-71/1982-1983 | Balança Mas Não Cai       | Vários personagens | Tv Globo       |
| 1972              | Uau, a Companhia          | Vários personagens | Tv Globo       |
| 1976              | Domingo Alegre            | Vários personagens | Rede Tupi      |
| 1986              | Cambalacho                | Lili Bolero        | Tv Globo       |
| 1987              | Praça Brasil              | Várias personagens | Band           |
| 1987-1999         | A Praça é Nossa           | Vários Papéis      | Vários quadros |
| 1990              | Brasileiras e Brasileiros | Tia Ju             | SBT            |
| 1994/1995         | Hot Hot Hot               | Vários personagens | SBT            |
| 1995-1996         | Escolinha do Golias       | Severina           | SBT            |